# جان شاکوسکی
جان شاکوسکی (به انگلیسی: Jan Schakowsky) نمایندهٔ حوزه انتخابیه نهم ایلی‌نوی از حزب دموکرات ایالات متحده آمریکا در مجلس نمایندگان ایالات متحده آمریکا است که برای نخستین‌بار در ۱۰ ژانویه ۱۹۹۹ میلادی به‌عضویت این مجلس درآمد.